# Pristomerus sardous
Pristomerus sardous är en stekelart som beskrevs av Dalla Torre 1901. Pristomerus sardous ingår i släktet Pristomerus och familjen brokparasitsteklar. Inga underarter finns listade i Catalogue of Life.